# كريس أكينا
كريس بيوس أكينا هو لاعب كرة قدم أوغندي في مركز الوسط، ولد في 18 أغسطس 2002 في كامبالا في أوغندا لعب سابقاً في نادي الرمس الإماراتي.